# 情色小說家
《情色小說家》（日语：ポルノグラファー）是丸木戸マキ的BL漫畫作品，描寫純情大學生與情色小說家的戀愛故事，於2015年5月開始在祥傳社的on BLUE連載。2016年8月，情色小說家的過去篇《靛藍色的心情》（インディゴの気分）開始連載，故事講述情色小說家的過去和編輯之間的關係。2018年7月，富士電視台把漫畫改篇成真人版電視劇，是第一部被拍成連續劇的BL漫畫作品，2019年2月推出靛藍色的心情真人版電視劇。2019年2月，丸木戸マキ開始連載故事的最終章《續．情色小說家 回憶＆未來》（續・ポルノグラファー プレイバック）。2020年9月，富士電視台宣佈製作真人改篇的最終章回憶＆未來，且以電影形式製作，由松竹發行，在2021年2月26日3週限定公開。

## 故事大綱

### 情色小說家
在一場自行車的意外中，大學生久住春彦撞倒了情色小說家木島理生，木島因手臂骨折而不能提筆寫作，所以要求久住在他口述下寫小說，以作醫療費的補償。木島的口述令久住開始對木島進行一些各種的妄想。而木島的編輯城戶士郎突然現身，久住開始察覺到自己對木島的感覺。 其後久住發現了木島的謊言後大怒，在悲痛下向木島告白。 但是，實際上處在低迷狀態的木島已無法寫小說，所以他沒有接受久住的感情。木島最後決定放棄寫作打算返回家鄉，久住此時卻要求木島為他寫小說，木島終吐露了自己的心聲。

### 靛藍色的心情
純文學作家木島理生，在學生時代出道已被受關注，但突然漸漸失意工作並陷入經濟困難。此時在大學恩師的葬禮中，木島遇上了大學同學城戶士郎。城戶是個情色小說的編輯，得知木島的情況後，勸喻木島嘗試寫情色小說換取收入。木島無奈接受，但苦戰後還是寫不出來，因此城戶邀請木島去情色小說界的大師蒲生田郁夫當助手。木島幫忙蒲生田寫其最後作品時，為了創作被迫面對了自身的慾望。那時，他所渴望的城戶，卻對才華橫溢的自己既嫉妒又憧景，在世俗眼光之間搖擺不定。

### 續・情色小說家 回憶＆未來
情色小說家木島理生和大學生久住春彦，在一次不平常的相遇後成為了戀人。即使木島回鄉後，他們兩個仍然通過書信保持著遠距離的戀愛關係，但他們的關係因剛就職的久住而產生了變化。在鄉下的木島，手臂再次受傷後就像和久住相識的過程一樣，邀請當地的年輕人靜雄在他口述下執筆寫小說，那時久住卻來到了鄉下……

## 登場人物
木島理生演：竹財輝之助  聲：新垣樽助 (廣播劇CD)
情色小說家，1984年1月18日出生，來自栃木縣那須郡，筆名是鬼島蓮二郎。以前曾以本名創作純文學作品，在現時的編輯城戶士郎慫恿介紹下，開始寫情色小說。日常興趣是聽唱片。喜歡吸煙，煙草牌子是Peace。向久住提出以執筆口述小說來免去的醫療骨折手臂的費用。
久住春彥演：豬塚健太  聲：古川慎 (廣播劇CD)
大學生。1997年5月12日出生，獨子。在高中時取得漢字檢定1級資格。高中時打欖球常受傷，所以在大學時擔任欖球隊的經理。因為自行車的意外令到木島手臂受傷，所以直至木島康復期間，在木島口述下幫忙寫小說原稿，免去醫療骨折手臂的費用。稱呼木島為老師，喜歡木島的情色小說。
城戶士郎演：吉田宗洋  聲：松田健一郎 (廣播劇CD)
在櫻桃社的編輯，負責木島的情色小說。和木島是大學同學，曾經想成為作家，但看過木島的出道作後嫉妒不已，放棄寫作。在木島經濟困難時，介紹他寫情色小說。已婚而且育有一個女兒。

## 出版書籍
| 漫畫                      | 祥傳社         | 祥傳社             | 東立出版社    | 東立出版社             |
| 漫畫                      | 發售日期       | ISBN               | 發售日期      | ISBN                   |
| ------------------------- | -------------- | ------------------ | ------------- | ---------------------- |
| 情色小說家                | 2016年5月25日  | ISBN 9784396783822 | 2017年8月16日 | ISBN 978-986-482-897-5 |
| 靛藍色的心情              | 2017年8月25日  | ISBN 9784396784225 | 2018年7月18日 | ISBN 978-957-26-1103-6 |
| 續．情色小說家 回憶＆未來 | 2019年10月25日 | ISBN 9784396784935 | 2021年1月27日 | ISBN 978-957-26-6039-3 |

## 電視劇

### 情色小說家
由竹財輝之助和豬塚健太雙主演，三木康一郎執導的全6話電視劇。在2018年7月28日富士電視台隨點服務（FOD）開始配信，其後8月8日在富士電視台播出。主題曲是鬼束千尋的「Twilight Dreams」。電視劇播出後在FOD原創電視劇史上最快突破100萬視聽量，在SNS 上獲得熱烈的回應，及在中華圈引起討論。2019年2月推出作品的DVD和Blu-ray，其中Blu-ray版本曾經在日本HMV電視劇Blu-ray和亞馬遜日本電視劇Blu-ray的銷售排名榜取得第一位 。

#### 電視劇演員
- 木島理生：竹財輝之助
- 久住春彥：豬塚健太
- 城戶士郎：吉田宗洋（日语：吉田宗洋）
- 横田祐介：上田悠介（日语：上田悠介）

#### 製作人員
- 原作：丸木戸マキ（日语：丸木戸マキ） 『ポルノグラファー』（祥傳社 / on BLUE comics）
- 導演、腳本：三木康一郎（日语：三木康一郎）
- 音樂：小山絵里奈（日语：小山絵里奈）
- 策劃、製片：清水一幸（日语：清水一幸）（富士電視台）
- 監製：栁川由起子（共同電視）
- 副監製：齋藤理恵子（共同電視）
- 制作協力 ：共同電視
- 制作著作 ：富士電視台

#### 集數列表
| 集數  | 配信開始      | 播放日期      | 日語標題             |
| ----- | ------------- | ------------- | -------------------- |
| 第1集 | 2018年7月28日 | 2018年8月08日 | 未知なる感情の目覚め |
| 第2集 | 8月04日       | 8月15日       | 愛情と嫉妬の狭間で   |
| 第3集 | 8月11日       | 8月22日       | 欲望と衝動の夜       |
| 第4集 | 8月18日       | 8月29日       | 愛情から起因する闇   |
| 第5集 | 8月25日       | 9月05日       | 偽りと真実のあいだで |
| 第6集 | 9月01日       | 9月12日       | 愛欲と理性の果てに   |

### 情色小說家〜靛藍色的心情〜
由竹財輝之助主演，三木康一郎執導的全6話電視劇。在2019年2月28日富士電視台隨點服務（FOD）開始配信，同年7月24日在富士電視台播出。主題曲是鬼束千尋的「End of the world」。同年10月25日發售集合兩作的劇照、花絮照及演員、製作人員訪談的Fanbook，10月30日則發售包含特典映像的Blu-ray和DVD Box。

#### 電視劇演員
- 木島理生：竹財輝之助
- 城戶士郎：吉田宗洋（日语：吉田宗洋）
- 久住春彥：豬塚健太
- 蒲生田郁夫：大石吾朗（日语：大石吾朗）
- 水谷社長（桃水社）：山中聡（日语：山中聡）

#### 製作人員
- 原作：丸木戸マキ（日语：丸木戸マキ） 『インディゴの気分』（祥傳社 / on BLUE comics）
- 導演、腳本：三木康一郎（日语：三木康一郎）
- 音樂：小山絵里奈（日语：小山絵里奈）
- 策劃、製片：清水一幸（日语：清水一幸）（富士電視台）
- 監製：栁川由起子（共同電視）、齋藤理恵子（共同電視）
- 制作協力 ：共同電視
- 制作著作 ：富士電視台

#### 集數列表
| 集數  | 配信開始      | 播放日期      | 日語標題                 |
| ----- | ------------- | ------------- | ------------------------ |
| 第1集 | 2019年2月28日 | 2019年7月24日 | 運命は青藍のように       |
| 第2集 | 3月 7日       | 7月31日       | 忘却の時を求めて         |
| 第3集 | 3月14日       | 8月 7日       | 理性の限界を超えた目覚め |
| 第4集 | 3月21日       | 8月14日       | 愛するということ         |
| 第5集 | 3月28日       | 8月21日       | 裏切りと悲しみの連鎖     |
| 第6集 | 4月 4日       | 8月28日       | 存在することの彼方へ     |

### 情色小說家〜春的生活/續・春的生活〜
〈春的生活〉為電影的序章，以漫畫情色小說家的後記和靛藍色的心情中的補遺為基礎，描寫了木島和久住相遇後兩年半再重逢的故事。在2021年1月18日富士電視台的串流平台FOD開始配信。而電影的後記〈續・春的生活〉，也在2021年3月5日開始配信。

#### 電視劇演員
- 木島理生：竹財輝之助
- 久住春彥：豬塚健太
- 菜月：小林涼子
- 洋次：前野朋哉（日语：前野朋哉）
- 木島母親：太地琴恵（日语：太地琴恵）
- 美優：竹井梨乃
- 城戶士郎：吉田宗洋（日语：吉田宗洋）
- 蒲生田郁夫：大石吾朗（日语：大石吾朗）

#### 製作人員
- 原作：丸木戸マキ（日语：丸木戸マキ） 『ポルノグラファー』系列（祥傳社 / on BLUE comics）
- 導演、腳本：三木康一郎（日语：三木康一郎）
- 音樂：小山絵里奈（日语：小山絵里奈）
- 策劃、製片：清水一幸（日语：清水一幸）（富士電視台）
- 監製：宮阪直樹
- 制作協力 ：东北新社
- 制作著作 ：富士電視台

## 電影

### 劇場版情色小說家〜PlayBack〜
漫畫系列的最終章，將以電影版製作。竹財輝之助和豬塚健太為雙主演，以及吉田宗洋、大石吾朗將繼續參與演出，在日本2021年2月26日限定3週上映。

#### 電影演員
- 木島理生：竹財輝之助
- 久住春彥：豬塚健太
- 明實春子：松本若菜[8]
- 明實靜雄：奥野壯[8]
- 菜月：小林涼子[8]
- 洋次：前野朋哉（日语：前野朋哉）[8]
- 城戶士郎：吉田宗洋（日语：吉田宗洋）
- 蒲生田郁夫：大石吾朗（日语：大石吾朗）

#### 製作人員
- 原作：丸木戸マキ（日语：丸木戸マキ） 『續・ポルノグラファー プレイバック』（祥傳社  on BLUE comics）
- 導演、腳本：三木康一郎（日语：三木康一郎）
- 音樂：小山絵里奈（日语：小山絵里奈）
- 主題曲 ：鬼束千尋 「Slow Dance」(JVC建伍勝利娛樂) [30]
- 製作代表：細田光人
- 執行監製：野間一平、大田達朗
- 策劃、製片：清水一幸
- 首席監製：稲垣竜一郎
- 監製：山本容子、宮阪直樹
- 制作監製：武井哲
- 副監製：宇野木幸太郎
- 執行製作：見黒広太
- 攝影：小宮山充
- 照明：木村匡博
- 錄音：原川慎平
- 美術：田中真紗美
- 造型：田中亨奈
- 化妝：anna
- 裝飾：酒井拓磨
- 制作擔當：米田伸夫
- 副導演：塩入秀吾
- 配給：松竹ODS事業室
- 製片公司：东北新社
- 策劃、制作：富士電視台
- 製作：松竹開發企畫部

## 備註
1. ↑  電視劇的設定
2. ↑  電視劇設定為山形縣；電影設定為愛知縣
3. ↑  電視劇設定是Hope
4. ↑  原作是8月出生，作者為了電視劇而正式修定的日期
5. ↑  電視劇是桃水社

## 外部連結
漫畫
- 丸木戸マキ情色小說家原作漫畫網站 （页面存档备份，存于）

 電視劇
- 富士電視台情色小說家官方網站 （页面存档备份，存于）
- 富士電視台靛藍色的心情官方網站 （页面存档备份，存于）

 電影
- 劇場版情色小說家〜PlayBack〜官方推特 （页面存档备份，存于）
- 劇場版情色小說家〜PlayBack〜官方網站 （页面存档备份，存于）